# كيث أسكينز
كيث أسكينز (بالإنجليزية: Keith Askins)‏ مواليد 15 ديسمبر 1967 في آثنز، هو لاعب كرة سلة أمريكي معتزل تحول إلى التدريب بعد الاعتزال بدأ مسيرته الاحترافية في سنة 1990. وحمل الرقم 2. يبلغ طوله 6 قدم 7 بوصة (2.0 م). اعتزل اللعب في 1999. فاز بلقب دوري إن بي إيه.

## روابط خارجية
- كيث أسكينز على موقع إن بي أي (الإنجليزية)
- كيث أسكينز على موقع سبورتس رفرنس (الإنجليزية)
- كيث أسكينز على موقع كلية كرة السلة في سبورتس رفرنس.كوم (الإنجليزية)
- كيث أسكينز على موقع ريلجم (الإنجليزية)
- كيث أسكينز على موقع بروبوليرز (الإنجليزية)
- كيث أسكينز على موقع سبورتس رفرنس (الإنجليزية)